# بخش مرکزی شهرستان طبس
بخش مرکزی شهرستان طبس یکی از بخش‌های شهرستان طبس در استان خراسان جنوبی ایران است.

## تقسیمات کشوری
- بخش مرکزی شهرستان طبس
  - دهستان پیرحاجات
  - دهستان گلشن
  - دهستان منتظریه
  - دهستان نخلستان

شهر: طبس

## جمعیت
بنابر سرشماری مرکز آمار ایران، جمعیت بخش مرکزی شهرستان طبس در سال ۱۳۸۵ برابر با ۴۳٬۱۸۸ نفر بوده است.